# Albert Brummenbaum
Albert Brummenbaum (* 31. August 1892 in Hoffnungsthal bei Volberg, Kreis Mülheim/Rhein; † 1953) war Hauptabteilungsleiter im Reichslandwirtschaftsministerium (RME). Er war von 1935 bis 1945 im Reichsnährstand (RNSt) Berlin als Reichshauptabteilungsleiter II („Der Hof“) tätig.

## Leben
Brummenbaum stammt aus einem katholischen Elternhaus; sein Vater war Bergwerksdirektor. Das Realgymnasium in Koblenz verließ er mit dem Abitur. Im Ersten Weltkrieg leistete er Militärdienst und wurde zuletzt Leutnant der Reserve. In den Jahren zwischen 1919 und 1923 war Brummenbaum zeitweilig Freikorps-Mitglied in der Brigade Ehrhardt und bis 1924 auch Mitglied des Bundes ehemaliger Frontsoldaten „Stahlhelm“. Sein Studium an den Universitäten Halle und Gießen schloss er als Tierzuchtinspektor und Diplomlandwirt ab. Von 1921 bis 1923 war Brummenbaum Assistent am Tierzuchtinstitut der Universität Halle, wo er auch promovierte. Anschließend wurde er Bauer auf dem Bacherhof, einem Erbhof im Sieg-Kreis. Zum 1. April 1930 trat er der NSDAP bei (Mitgliedsnummer 232.194). Seit 1931 oder 1932 bis 1935 war er Mitglied der SA. Zum 14. August 1935 trat er der SS bei (SS-Nummer 274.111), wo er rasch Karriere machte: Brummenbaum wurde am 9. November 1935 zum SS-Untersturmführer, am 31. Dezember 1935 zum SS-Obersturmführer, am 30. Januar 1936 zum SS-Hauptsturmführer, am 14. Mai 1936 zum SS-Sturmbannführer, am 30. Januar 1939 SS-Obersturmbannführer und schließlich, sieben Jahre nach seinem Eintritt in die SS, am 9. November 1942, zum SS-Standartenführer befördert.
Seit dem 1. Oktober 1935 war Brummenbaum Hauptabteilungsleiter der Reichshauptabteilung II („Der Hof“) im Reichsnährstand (RNSt) in Berlin. Er war dort Beauftragter des Reichsnährstandes für die Deutsche Tierzucht und Vorsitzender der landwirtschaftlich-technischen Kali-Stelle. In den Jahren 1944/45 vertrat ihn dort Robert Winnigstedt.
Brummenbaum war der Vorgesetzte von Hans Bavendamm im Reichslandwirtschaftsministerium, der dort von Februar 1938 bis August 1939 Leiter der Reichsabteilung II A – „Berufsausbildung, Fachschulen und Wirtschaftsberatung“ – war.
Am 1. Oktober 1944 wurde Brummenbaum Ritterkreuzträger des Kriegsverdienstkreuzes.
Er starb im Jahr 1953.
In den Vernehmungsprotokollen des Nürnberger Wilhelmstraßen-Prozesses erscheint Brummenbaum zum Teil als „Brunnenbaum“.